# Musikjahr 1510
Liste der Musikjahre

◄◄ | ◄ | 1506 | 1507 | 1508 | 1509 | Musikjahr 1510 | 1511 | 1512 | 1513 | 1514 | ► | ►►

Weitere Ereignisse
Dieser Artikel behandelt das Musikjahr 1510.

## Ereignisse
- 25. Mai: Die Hofhaltung Kaiser Maximilians beschließt dem Komponisten Heinrich Isaac Landgüter im Val Policella in der Nähe von Verona zu verleihen, deren Einkünfte offenbar Isaacs Gehalt ersetzen sollen.
- Martin Agricola, der zunächst auf dem elterlichen Hof arbeitet, reist ab 1510 durch den ostdeutschen Raum. Während dieser Phase eignet er sich als Autodidakt die Grundlagen seines musikalischen Wissens an. Die Stationen seiner Reise sind unbekannt, vermutlich gehörten Frankfurt (Oder) und Leipzig zu ihnen.
- Bonifacius Amerbach studiert an der Artistenfakultät der Universität Basel und hört Musiktheorie. Er komponiert Liedsätze nach Heinrich Isaac und Ludwig Senfl. Daneben nimmt er Musikunterricht bei dem Organisten Johannes Kotter. Daraus entsteht ein Tabulaturbuch, das als Codex Amerbach zu den umfangreichsten Arbeiten des frühen 16. Jahrhunderts zählt.
- Noel Bauldeweyn wirkt von 1509 bis 1513 als magister cantorum in der Kirche St. Rombaut in Mecheln in der Nachfolge von Jean Richafort. Dies belegt ein Vermerk über die Tätigkeit von „Natalis Balduini“ in den Kapitularakten der Kirche St. Rombaut.
- Antoine Brumel ist Kapellmeister an der Hofkapelle der Familie d’Este in Ferrara. Der Vertrag auf Lebenszeit beinhaltet eine Pfründe von jährlich 100 Dukaten, ein Jahresgehalt in der gleichen Höhe, die Nutzung eines Hauses in Ferrara und Geld für die Anreise. Wahrscheinlich gehört Brumel der Hofkapelle bis zu deren Auflösung im Jahr 1510 an. Er geht anschließend wie die meisten anderen entlassenen Musiker nach Mantua.
- Hans Buchner ist Domorganist am Münster zu Unserer Lieben Frau in Konstanz.
- Marco Cara steht seit 1495 und bis 1525 als Lautenvirtuose im Dienst der Familie Gonzaga in Mantua, die zu seiner Zeit Künstler aller Richtungen fördert.
- Nicolas Champion hat sich nach der Entmachtung seiner bisherigen Dienstherrin Johanna von Kastilien und der Auflösung ihrer Hofkapelle im Jahr 1508 der Kapelle Karls V. angeschlossen. Hier nimmt er einen hohen Rang ein und wird sehr gut bezahlt, wenn er auch nicht den Rang von Pierre de la Rue erreicht. Durch seine guten Kontakte und seine Dienste bei Hof erwirbt er von 1508 bis etwa 1520 eine Reihe von Benefizien in den Städten Brügge, Namur, Lens, Lier, Oostvoorne, Valenciennes, Geervliet und Brielle.
- Josquin Desprez ist seit 1504 Propst an seiner früheren Wirkungsstätte Condé-sur-l’Escaut. Er wird als monsieur le prevost messire Josse des pres bezeichnet. Die Stellung ist für den ehemaligen Kapellmeister nicht nur wegen seines dortigen Haus- und Grundbesitzes attraktiv, sondern noch mehr wegen der guten Personalausstattung der Kirche und der Qualität der dortigen Musikausübung, die nur noch von der Kathedrale in Cambrai und von Saint-Vincent in Soignies übertroffen wird. Der Propst hat hier (nach einer Aufstellung aus dem Jahr 1523) die weltliche Macht im Kirchensprengel inne und ist der Vorgesetzte des Dekans, des Schatzmeisters, von 25 Kanonikern, 18 Kaplänen, 16 Vikaren und sechs Chorknaben, dazu einigen Priestern ohne Pfründe; in den aufwändig gestalteten Gottesdiensten wirkt in der Regel ein Chor aus den Vikaren und Chorknaben mit, so dass bis zu 22 musikgeübte Stimmen zur Verfügung stehen und bis zu sechsstimmige Werke aufgeführt werden können. In dieser Stellung wirkt Josquin Desprez 17 Jahre lang bis zu seinem Lebensende.
- Sixt Dietrich studiert an der Universität Freiburg.
- Antonius Divitis wird in den Supplikenregistern der päpstlichen Kurie im Mai 1510 als Sänger an der Kapelle der französischen Königin Anne de Bretagne genannt, wo zu dieser Zeit auch Jean Mouton, Claude de Sermisy und Jean Richafort angestellt waren.
- Juan del Encina reist zwischen 1510 und 1519 mehrfach von Rom nach Spanien, um sich schließlich in León niederzulassen, wo er auch sterben wird.
- Pedro de Escobar ist Magister Puerorum an der Kathedrale in Sevilla bis zu seiner Amtsniederlegung 1514.
- Antoine de Févin, dessen Vater Pierre de Févin 1506 gestorben ist, lebt vermutlich in Paris und hat eine Anstellung am französischen Königshof oder ist zumindest mit dieser Institution assoziiert. Hierfür gibt es allerdings nur einen Beleg, einen Brief aus Asti in Oberitalien, wo König Ludwig XII. am 18. April 1507 nach Frankreich schreibt, man möge ihm die Porträts eines Pariser Malers und eine der ausgezeichneten Chansons von Févin zuschicken, sobald diese fertiggestellt sind, um sie den Damen in Italien vorzuführen.
- Heinrich Finck ist – gemäß einem archivarischen Beleg – mit 60 Gulden Jahresgehalt am Stuttgarter Hof von Ulrich von Württemberg (Amtszeit mit Unterbrechungen 1498 bis 1550) angestellt, und zwar als „capellmaister“ bzw. als „singemeister“.
- Johannes Ghiselin, der 1505 den Hof der Familie d’Este in Ferrara nach dem Ausbruch der Pest verlassen hat, ist Mitglied der Bruderschaft Onze Lieve Vrouwe (Unserer Lieben Frau) in Bergen op Zoom in Flandern. Dies zeigt eine Gehaltsliste der Bruderschaft aus dem Jahr 1507, wobei die Höhe des ausgezahlten Betrages auf eine Mitgliedschaft seit mindestens einem Jahr hindeutet. Die Gehaltslisten der Bruderschaft für die Jahre 1508 bis 1510 sind verlorengegangen, und auf der Liste von 1511 erscheint sein Name nicht mehr. Weil auch seit 1505 keine weiteren Werke von ihm erschienen sind, kann daraus geschlossen werden, dass Ghiselin zwischen 1507 und 1511 verstorben ist.
- Nicolas Gombert ist möglicherweise bereits ein Schüler von Josquin Desprez, der seit dem Jahr 1504 im etwa 40 km entfernt gelegenen Condé-sur-l’Escaut als Propst tätig ist.
- Paul Hofhaimer lebt in Augsburg, der „heimlichen Hauptstadt“ von Kaiser Maximilian I., wo er unter dessen Gunst freischaffend tätig ist.
- Erasmus Lapicida ist ab dem Jahr 1510 als Sänger und Komponist religiöser Lieder an der Hofkapelle des Pfälzer Kurfürsten Ludwigs V. (Regierungszeit 1508–1544) in Heidelberg tätig bis etwa zum Jahr 1520.
- Rossino Mantovano, der 1509 als Altist an den Chor der Kathedrale von Mantua kommt, wirkt dort 1510–11 als maestro di canto.
- Einige Staatsmotetten von Jean Mouton deuten darauf hin, dass er noch vor dem Jahr 1509 im Dienst von Königin Anne de Bretagne, der Ehefrau von König Ludwig XII. von Frankreich (Regierungszeit 1498–1515), steht. In ihrer Hofkapelle sind mehr Komponisten versammelt als in der von König Ludwig, außer Mouton beispielsweise Antonius Divitis, Jean Richafort und Claudin de Sermisy. Königin Anne schätzt Mouton besonders und verschafft ihm an seiner bisherigen Wirkungsstätte in Grenoble ein frei werdendes Kanonikat mit Pfründe, in welches er am 10. Mai 1510 eintritt. In dem betreffenden Dokument wird er magister capelle genannt; dieses Amt teilt er sich vielleicht mit Antonius Divitis. Spätestens seit 1509 besitzt Mouton auch ein Kanonikat in der Diözese Thérouanne.
- Marbrianus de Orto, der nach seiner Rückkehr aus Spanien am Hof in Brüssel für die Regentin Margarete von Österreich mit der Reorganisation der Hofkapelle befasst ist, wird laut einem Dokument aus dem Jahr 1509 ab 1510 zum premier chapelain ernannt. Er wechselt sich in diesem Amt bis 1517 mit einem gewissen Anthoine de Berghes ab. Dieser Wechsel hängt mit Residenzpflichten an anderen Kirchen zusammen, nachdem er ab 1510 als Kanoniker an der Kathedrale Notre-Dame in Antwerpen (Liebfrauenkirche) und ab 1513 in der gleichen Funktion an Saint-Gudule in Brüssel tätig sein wird.
- Johannes Prioris, der möglicherweise bereits seit Ende der 1480er Jahre Mitglied der französischen Hofkapelle war, ist nachweislich von 1503 bis 1512 Kapellmeister (maître de chapelle) der Hofkapelle. 1510 wird Prioris zum Ersten Kaplan ernannt, aber nur amulatoire, also befristet, womit die Aufgabe des Aufbaus einer Chorschule (ähnlich einer Maîtrise) der Sainte-Chapelle verbunden ist.
- Jean Richafort ist wahrscheinlich seit August 1509 Mitglied der Kapelle der französischen Königin Anne de Bretagne.
- Pierre de la Rue hat sich – wie Nicolas Champion und Marbrianus de Orto – nach der Entmachtung seiner bisherigen Dienstherrin Johanna von Kastilien und der Auflösung ihrer Hofkapelle im Jahr 1508 von Spanien nach Brüssel begeben, wo Margarete von Österreich die Regentschaft für den noch minderjährigen Erzherzog Karl führt, den späteren Kaiser Karl V. De la Rue ist spätestens seit dem Monat Mai 1509 wieder in der Hofkapelle tätig, da er ab diesem Monat in der Gehaltsliste der Sänger der Grande Chapelle erscheint. Der Komponist bleibt in den folgenden Jahren am Hof der Statthalterin in Mecheln, deren Lieblingskomponist er wird, und zu deren Ehren er zahlreiche Gelegenheitskompositionen schreibt.
- Claudin de Sermisy wirkt – nach päpstlichen Dokumenten vom 4. Februar und 8. Juni 1510 – als Geistlicher in der Diözese Noyon und als Sänger in der Privatkapelle von Königin Anne de Bretagne; im gleichen Jahr wird er als Prior an St. Jean in Bouguenais (Diözese Nantes) erwähnt.
- Francisco Tovar ist Musiker an der Kathedrale von Barcelona. 1510 erscheint hier sein Traktat Libro de música práctica („Praktisches Musikbuch“). Im gleichen Jahr wird er zum Kapellmeister an die Kathedrale von Tarragona berufen. Diese Position hat er bis 1516 inne.
- Bartolomeo Tromboncino ist nach Aufenthalten in Vicenza und in Casale von 1501 bis 1512 in Mantua tätig.
- Sebastian Virdung hält sich 1510 während des Reichstags in Augsburg auf.
- Johannes Wannenmacher wirkt ab dem 13. Februar 1510 in Bern als Kantor. Es gibt anfänglich disziplinarische Maßnahmen gegen ihn, da er wegen seiner Vorliebe für „einen guten Tropfen“ Verpflichtungen als Chorleiter offenbar nicht ordentlich wahrnimmt.
- Adrian Willaert hält sich – folgt man seinem Schüler Gioseffo Zarlino etwa von 1510 bis 1515 in Paris auf, wo er zunächst Rechtswissenschaft studiert, dies dann zugunsten der Musik aufgibt und Schüler von Jean Mouton wird, einem Mitglied der königlichen Kapelle von Ludwig XII.

## Vokalmusik

### Geistlich
- Antoine Brumel – Missa de beata virgine zu vier Stimmen (wahrscheinlich 1510/1512)

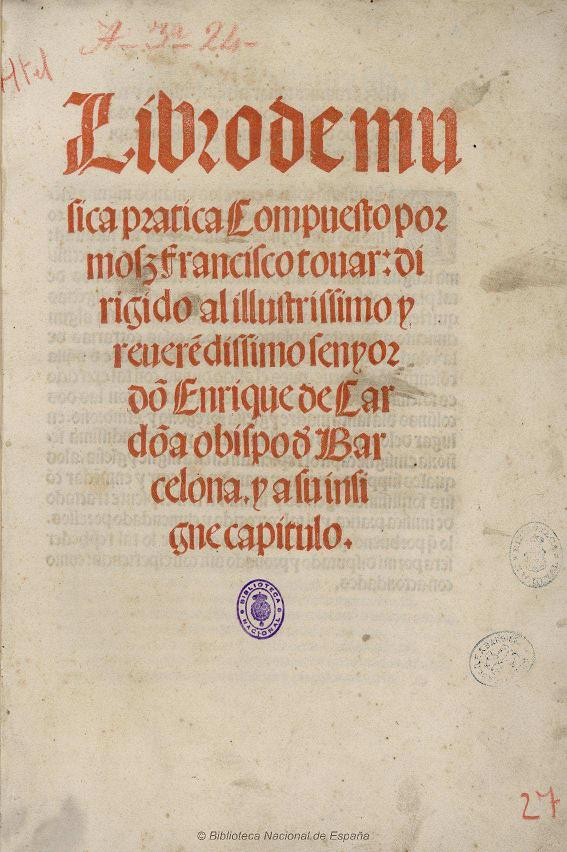
Das Libro de musica pratica von Francisco Tovar (1510)

- Josquin Desprez – Missa de Beata Virgine zu fünf Stimmen
- Heinrich Isaac – Motette Quid retribuam tibi, Leo zu drei Stimmen (1510/1517, Danksagung an Papst Leo X.)
- Jean Mouton – Motette Non nobis Domine zu vier Stimmen, 2. Teil Lauda Deum, o Renata (mit verändertem, auf Franz I. bezogenen Text, auf die Geburt der Prinzessin Renée, der Tochter von Anne de Bretagne am 25. Oktober 1510)

### Weltlich
- Andrea Antico (Hrsg.) – Canzoni nove con alcune scelte de varii libri di canto: Noten und Audiodateien im International Music Score Library Project
- William Cornysh – A dew, a dew: Noten und Audiodateien im International Music Score Library Project
- Adam von Fulda – 3 weltliche Lieder (in: Das Liederbuch des Amt von Aich. um 1510; Neudruck 1930)
- Jean Hesdimois – Tucto il mundo e fantasia: Noten und Audiodateien im International Music Score Library Project
- Pierre de la Rue – Soubz ce tumbel: Noten und Audiodateien im International Music Score Library Project

## Musiktheoretische Schriften
- Pietro Cannuzi – Flores Musices
- Francisco Tovar – Libro de música práctica, Barcelona

## Geboren

### Geburtsdatum gesichert
- 30. März: Antonio de Cabezón, spanischer Komponist und Organist († 1566)
- 29. August: Johannes Freder, deutscher lutherischer Theologe und Kirchenlieddichter († 1562)

### Geboren um 1510
- Leonardo Barré, französischer Sänger, Kapellmeister und Komponist († nach 1555)
- Juan Bermudo, spanischer Musiktheoretiker und Komponist († um 1565)
- Loys Bourgeois, französischer Komponist und Mitarbeiter am Genfer Psalter († nach 1561)
- Ulrich Campell, Schweizer Reformator, Historiker, Lieddichter und Begründer des Vallader († um 1582)
- Jean Caulery, französischer Komponist († um 1560)
- Pierre Certon, französischer Komponist († 1572)
- Jacobus Clemens non Papa, franko-flämischer Komponist und Sänger († 1555 oder 1556)
- Ghiselin Danckerts, niederländischer Sänger und Komponist († um 1567)
- Georg Forster, deutscher Komponist, Arzt und Musikherausgeber († 1568)
- Claude Gervaise, französischer Gambist und Komponist († nach 1558)
- Homer Herpol, franko-flämischer Komponist, Kapellmeister, Kantor und Kleriker († 1573)
- Pierre de Manchicourt, franko-flämischer Komponist und Kapellmeister († 1564)
- Diego Ortiz, spanischer Komponist († um 1570)
- Martin Peudargent, franko-flämischer Kirchenmusiker und Hofkomponist († zwischen 1589 und 1594)
- Dominique Phinot, franko-flämischer Komponist und Sänger († zwischen 1556 und 1561)
- François Roussel, französischer Komponist († nach 1577)
- Vincenzo Ruffo, italienischer Geistlicher, Kapellmeister und Komponist († 1587)
- Tielman Susato, franko-flämischer Musikverleger, Komponist und Instrumentalist († nach 1570)
- Giuliano Tiburtino, italienischer Streichinstrumentenspieler, Sänger und Komponist († 1569)
- Luis Venegas de Henestrosa, spanischer Komponist, Organist, Kleriker und Musikherausgeber († 1570)

## Gestorben
- Edmund Turges, englischer Komponist (* vor 1450)